# Mioara Mincu
Mioara Mincu, născută Slăniceanu (n. 10 februarie 1933, Conțești, județul Dâmbovița– d. 2 februarie 2008, București) a fost medic primar și doctor în Medicină Socială și Sănătate Publică, pedagog, publicist, Doctor în Științe Medicale, Expert al Organizației Mondiale a Sănătății, Președinte executiv al Confederației Naționale a Femeilor din România și Direcor General al Școlii Sanitare Postliceale ”Carol Davila”.
În fruntea mișcării feministe din România, în anul 1992 a pus bazele Confederației Naționale a Femeilor din România (CNFR), a cărei Președinte executiv a fost până în 2008. Dr. Mioara Mincu a fost membră a Centrului Demografic al OMS, a birourilor UNICEF și UNESCO și membră a S.M.S.P.R.

## Biografie
Mioara Mincu s-a născut la 10 februarie 1933 în satul Conțești, județul Dâmbovița, fiind fiica Elenei (Duța) și a lui Ion Slăniceanu. A învățat la școala primară care-i va purta mai târziu numele, din satul natal. După absolvirea liceului s-a înscris la Facultatea de literatură „Mihail Eminescu” din București dar, după un an de studii a abandonat literatura în favoarea medicinei. A absolvit „Institutul de Medicină și Farmacie „Carol Davila” (actualmente Universitatea de Medicină și Farmacie Carol Davila din București) promoția 1958.
A fost căsătorită cu dr. Mircea Rădulescu, apoi cu dr. Petre Mincu. A avut doi fii, pe George Mihail Mincu Rădulescu și pe Alexandru Ioan Mincu.

## Activitate
Asistent universitar la catedra de Sănătate Publică a UMF și director al policlinicii Stela, apoi director policlinica Batiștei și director al spitalului Ion Cantacuzino din București (1981-1989). Medic șef al sectorului II din București (1979-1983). Medic primar și doctor în Medicină Socială și Sănătate Publică, în urma susținerii tezei: “Educația sanitară pentru tineri” (conducător științific, prof. dr. V. Coroi, UMF, 1977).
A propagat educația sanitară în presă (Magazin, Știință și Tehnică, Femeia, Sănătatea, Luceafărul etc.) și la Radio România.
A fost în fruntea mișcării feministe din România. În anul 1992 a pus bazele Confederației Naționale a Femeilor din România (CNFR)  al cărei organizații a fost președinte executiv, pană în 2008. 
În 1990 a fost inițiatoare și directoare a Școlii Sanitare Postliceale “Carol Davila” din București, școală de 3 ani pentru asistenți medicali în calificările: medicină generală,  farmacie și balneofiziokinetoterapie și recuperare. 
La propunerea Școlii Sanitare Postliceale "Carol Davila" și a Confederației Naționale a Femeilor din România (CNFR), și din inițiativa Mioarei Mincu, Generalul dr. Carol Davila a fost ales membru post-mortem al Academiei Române, în anul 2003, la 175 de ani de la nașterea sa.
Membră a Centrului Demografic al OMS, al birourilor UNICEF și UNESCO. Membră a S.M.S.P.R.
În anul 1996 a început construirea unui Centru de Cultură și Sănătate în satul natal Conțești. 
La inițiativa Confederației Naționale a Femeilor din România condusă de Dr. Mioara Mincu, în 1997, a fost instituit „Premiul Elisa Leonida-Zamfirescu“ care se acordă pentru merite în domeniul științei și tehnicii unor personalități feminine. 
Premiul Elisa Leonida-Zamfirescu este reinstituit în anul 2023 de către Școala Postliceală Sanitară ”Carol Davila”, Liceul Teoretic ”Dr. Mioara Mincu” și Școala Gimnazială ”Dr. Mioara Mincu” din Conțești, ca făcând parte din Complexul Educațional ”Dr. Mioara Mincu”  
Începând cu anul 1993 a organizat în fiecare an în luna octombrie manifestarea Ziua Țărăncii. 

## Publicații
- "Culegere de teste admitere", coordonator; "Dicționar de termeni medicali", coautor: As. Letiția Morariu; "Medicina internă, specialități înrudite și terapii paliative", " Neurologie si psihiatrie", coautori: Dr. Gh. Vuzitas, Dr. A. Anghelescu; "Ce trebuie să știe tinerii", coordonator.
- Curs de limba germană pentru învățământul medical[4].
- Alimentația în Familie [5]
- Medicina Internă – Specialități înrudite și îngrijiri paliative [6]
- Curs de limba engleză pentru învățământul medical - Mincu, Mioara, Coordonator, Editor Științific ; Radu, Rodica, Editor, 1997, București, Editura Corint, ISBN - 9739281184[7]
- Chirurgie: manual pentru medici șI elevi ai colegiului de Nursing [8]
- Curs de Limba Franceză pentru învățământul medical [9]
- Dicționar Mondofemina [10]
- Culegere de teste – biologie, chimie organică și anorganică, botanică și psihologie [11]
- Dicționar de termeni medicali – roman-englez-francez [12]
- Igiena pentru Școlile Sanitare Postliceale [13]
- Puericultura și Pediatrie, Manual pentru școlile sanitare postliceale -  Chițimia, Elena,Prefață de Mincu, Mioara și Constantinescu, Radu 1997, București, Editura Info-Team, ISBN - 9739619827[14]
- Curs de Limba Germană pentru învățământul Medical – Mincu Mioara; Dorian, Nadia; Albescu, Ioan Silviu; Albescu, Ruxandra, 1996, București, Editura Sofitech, ISBN - 9739823033[15]
- Manual de Pediatrie, actualități și teste [16]
- Bazele teoretice și practice ale îngrijirii omului sănătos și bolnav (nursing): manual pentru școlile sanitare postliceale [17]
- Ce trebuie să știe tinerii despre propria lor sănătate [18]
- Sfatul Premarital – Mincu, Mioara Autor, 1985, București, Colecția Medicină pentru Toți, Editura Medicală[19]
- Sănătatea Mileniului III [20].

A publicat “Sănătatea femeii” – 100 de întrebări și răspunsuri (2 volume Ed. Medicală, 1989); “Mondo Femina” (1992), dicționar al femeilor celebre din România, lucrare sponsorizată de Guvernul României pentru a fi transmisă prin Ministerul Afacerilor Externe MAE la Ambasadele din toate Țările (cvadrilingvă, 2 volume); " 
După moartea sa, activitatea Școlii Sanitare Postliceale Carol Davila și a CNFR a fost dusă mai departe de Fundația Umanistă Dr. Mioara Mincu, înființată în 2009.

## Onoruri
- Începând din anul școlar 2012-2013 școala din comuna Conțești, județul Dâmbovița a primit numele de „Școala cu clasele I-VIII Dr. Mioara Mincu”[21]
- Din anul școlar 2020-2021 își deschide activitatea Liceul Teoretic Dr. Mioara Mincu, București.